# Pokrovský chrám (Sevastopol)
Pokrovský chrám (rusky Покровский собор) je pravoslavný chrám v centru krymského Sevastopolu, který je vidět prakticky z jakéhokoliv místa ve městě. Vystavěn byl v pseudoruském stylu v letech 1891-1905 podle projektu architekta Valentina Avgustoviče Feldmana.

## Historie
Chrám byl vystavěn mezi lety 1891 a 1905 ze sevastopolského a inkermanského vápence.
V květnu 1917 zde byl pohřben poručík Petr Petrovič Schmidt a několik dalších popravených účastníků revoluce v roce 1905.
23. února 1919 byl v chrámu vysvěcen archimandrita Veniamin na episkopa sevastopolského. Nedlouho poté byl svatostánek bolševiky zrušen.
Znovu otevřen byl až během okupace během 2. světové války. Při bojích byl však silně poškozen - dva jižní přídělky byly zničeny. V roce 1947 byl chrám svěřen do péče kněze Ioanna Krašanovského, který vynaložil velké úsilí na rekonstrukci svatostánku.
Roku 1948 byl vysvěcen a až do roku 1962 v něm probíhaly bohoslužby. Potom byl zrušen a přeměněn na tělocvičnu a později na městský archiv.
Mezi lety 1992 a 1994 proběhlo předání církvi. Roku 2005 byla u příležitosti 100 let od dostavby chrámu završena rozsáhlá rekonstrukce celého objektu, zahrnující dostavbu zničeného přídělku, restauraci fasády a pozlacení kupolí.

## Galerie

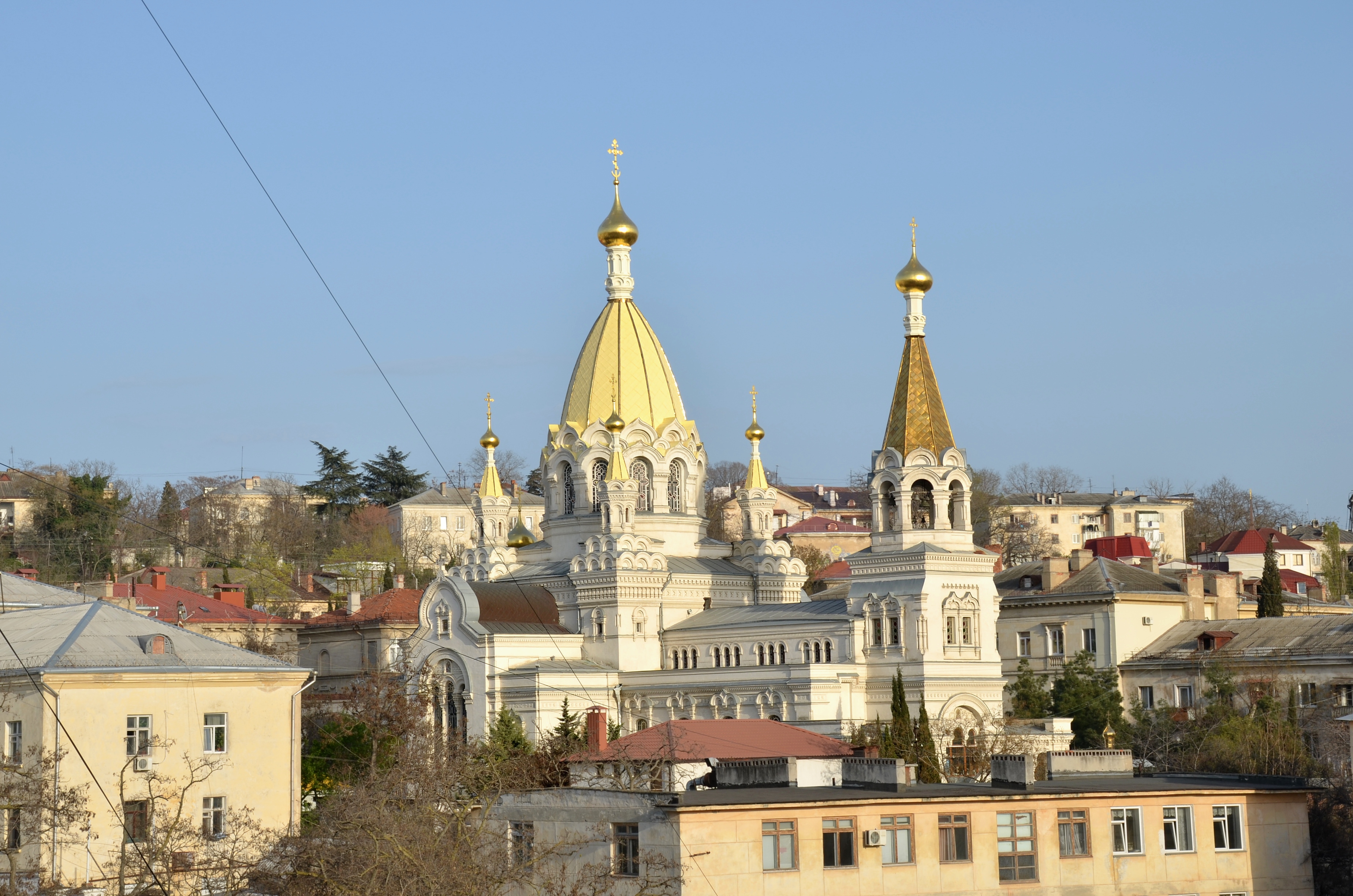
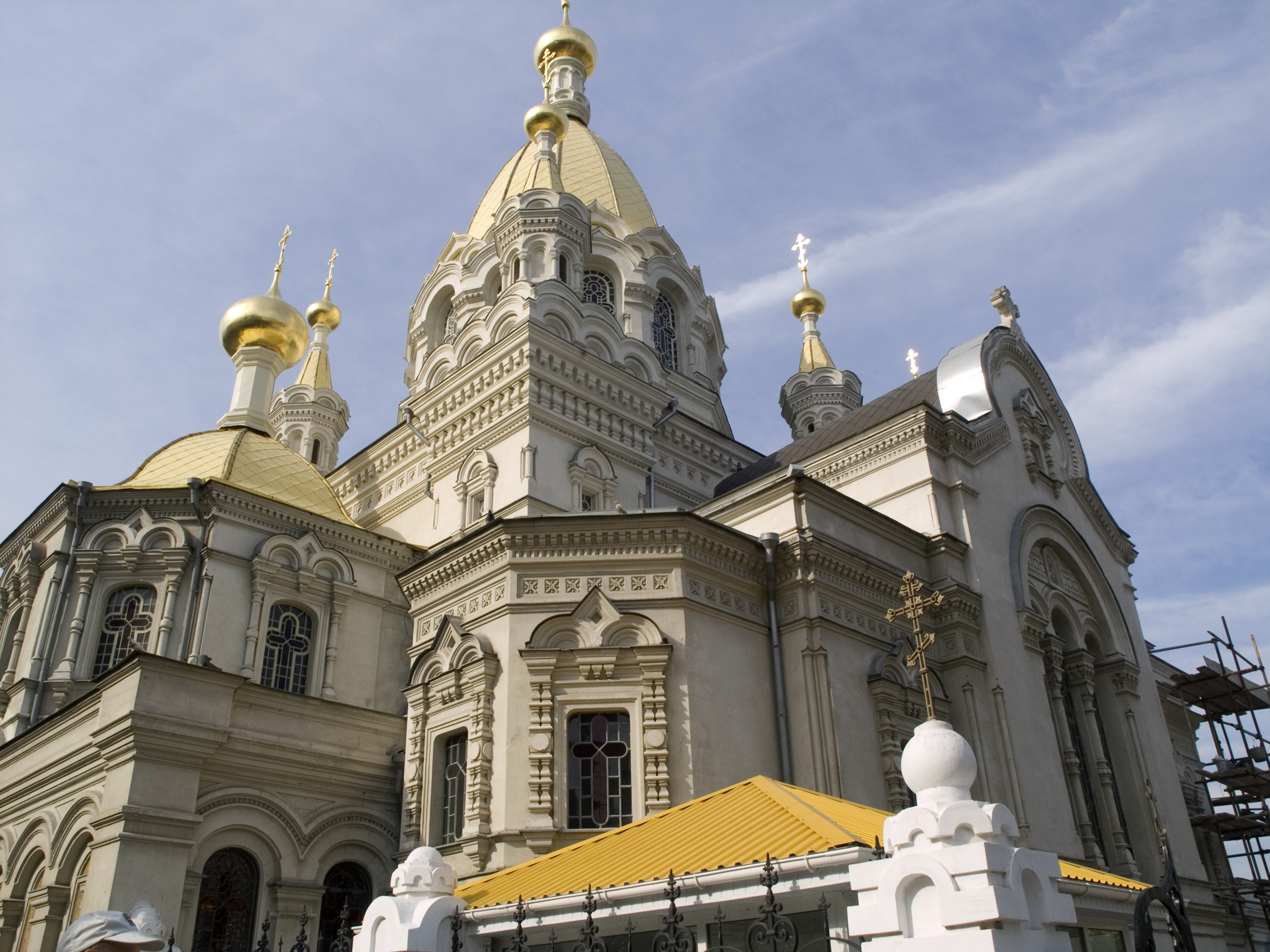
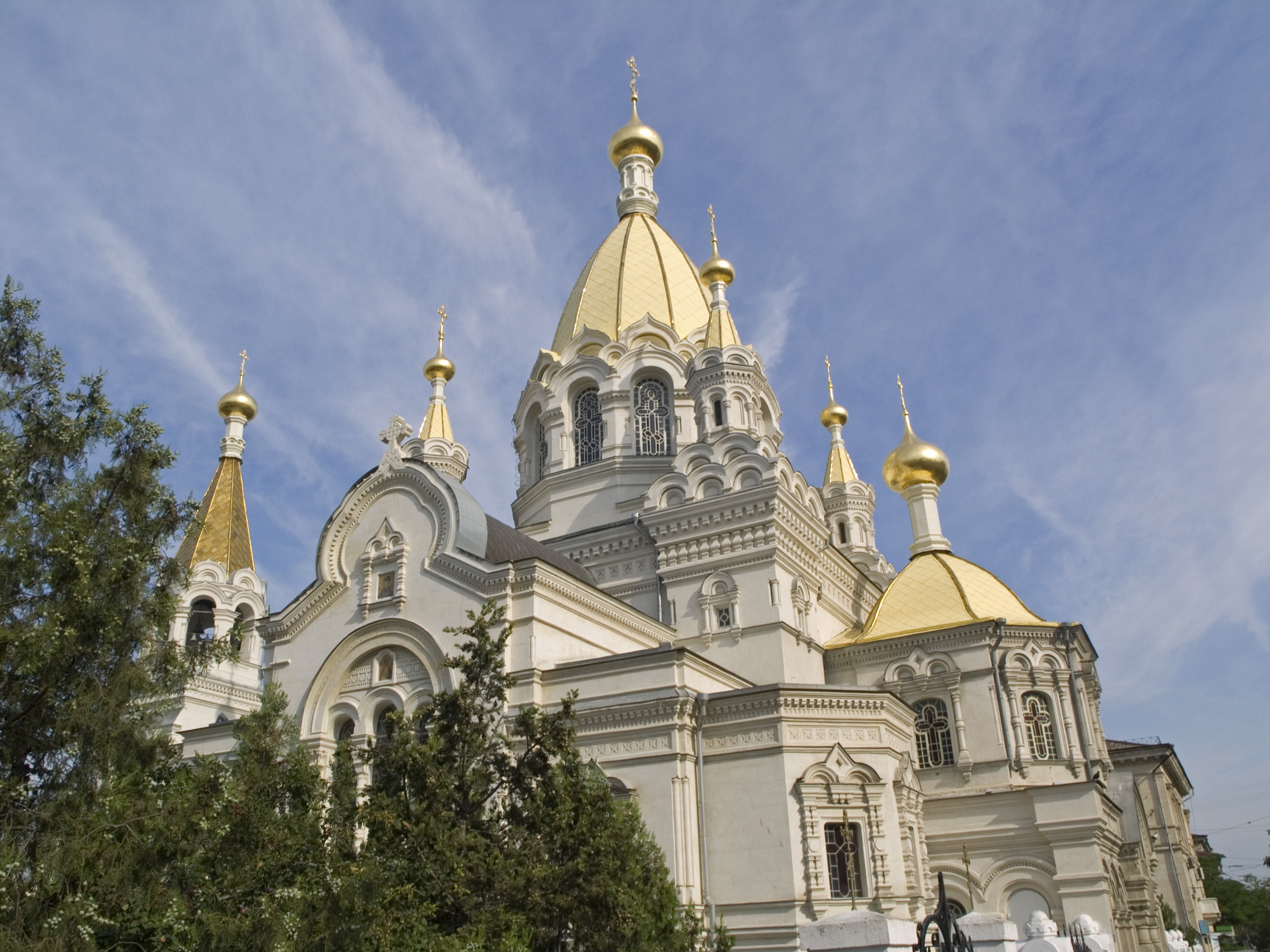
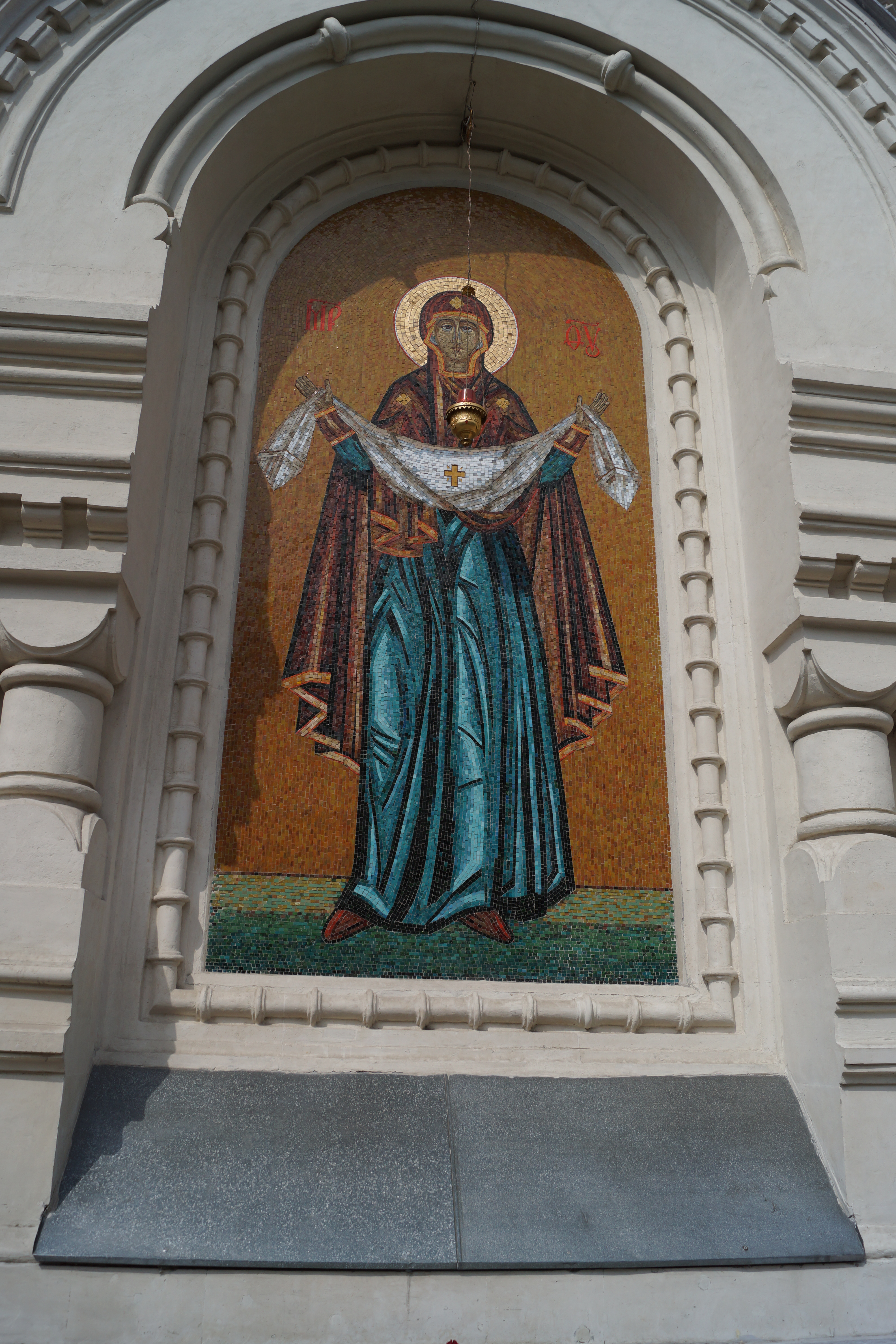
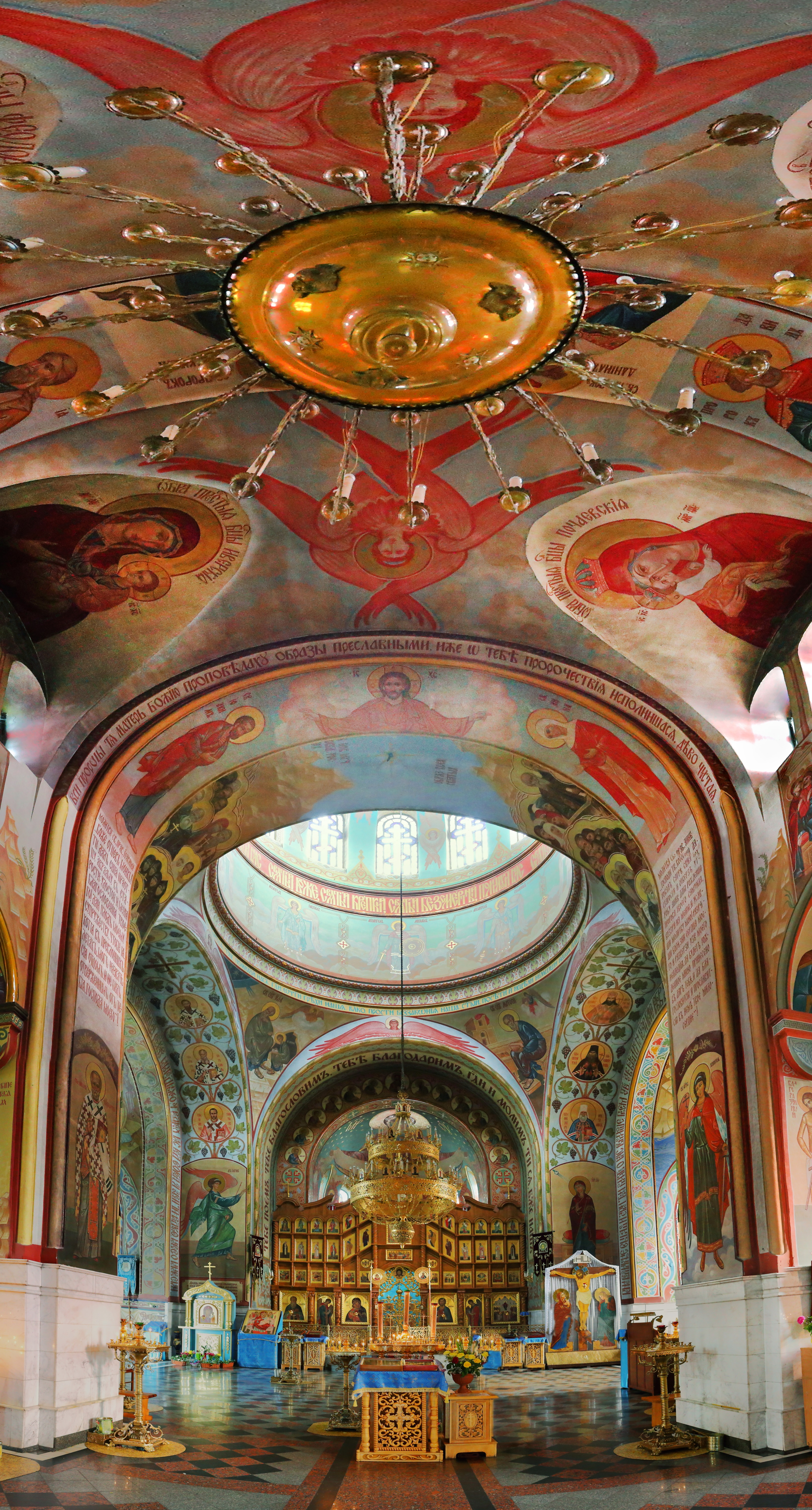
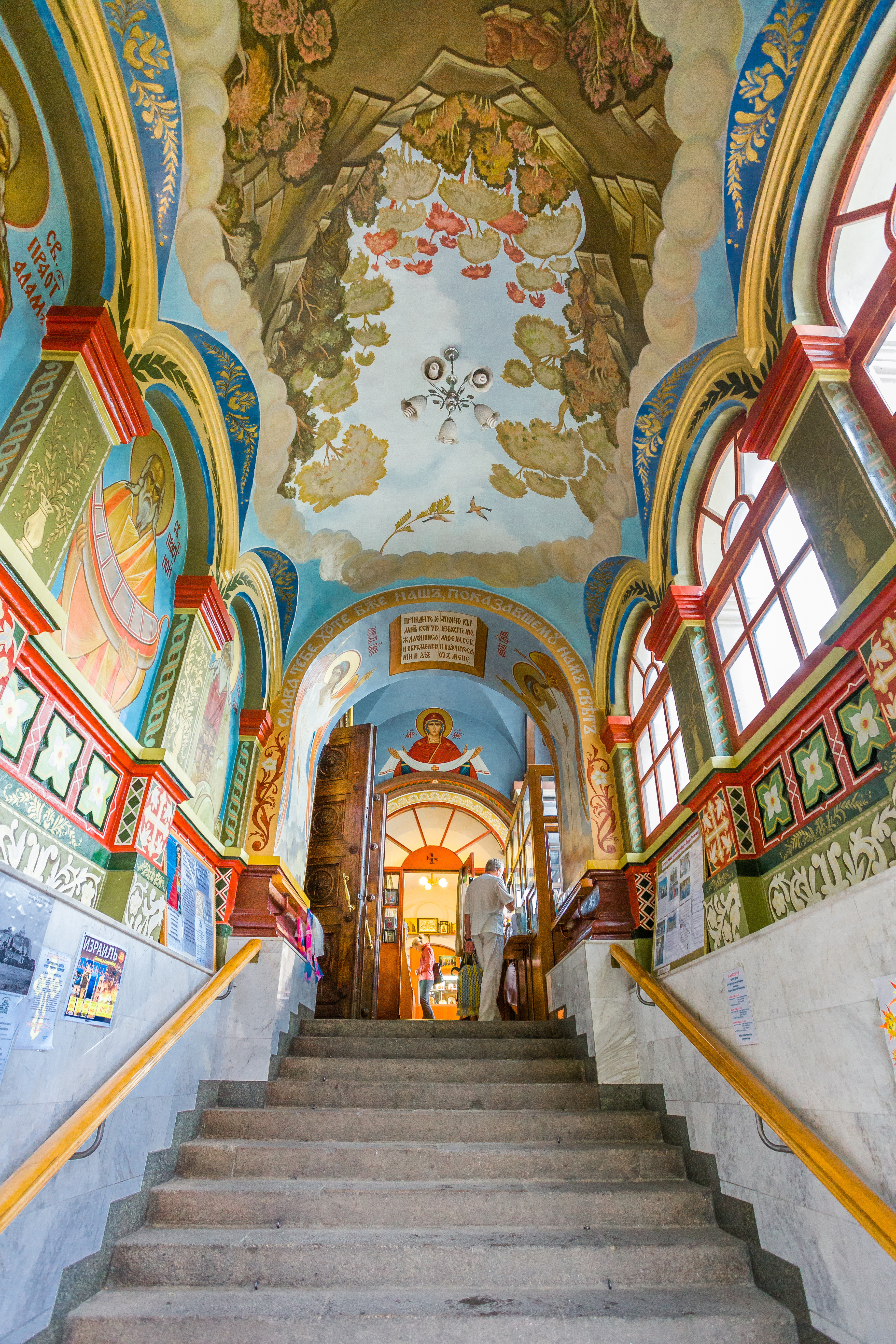
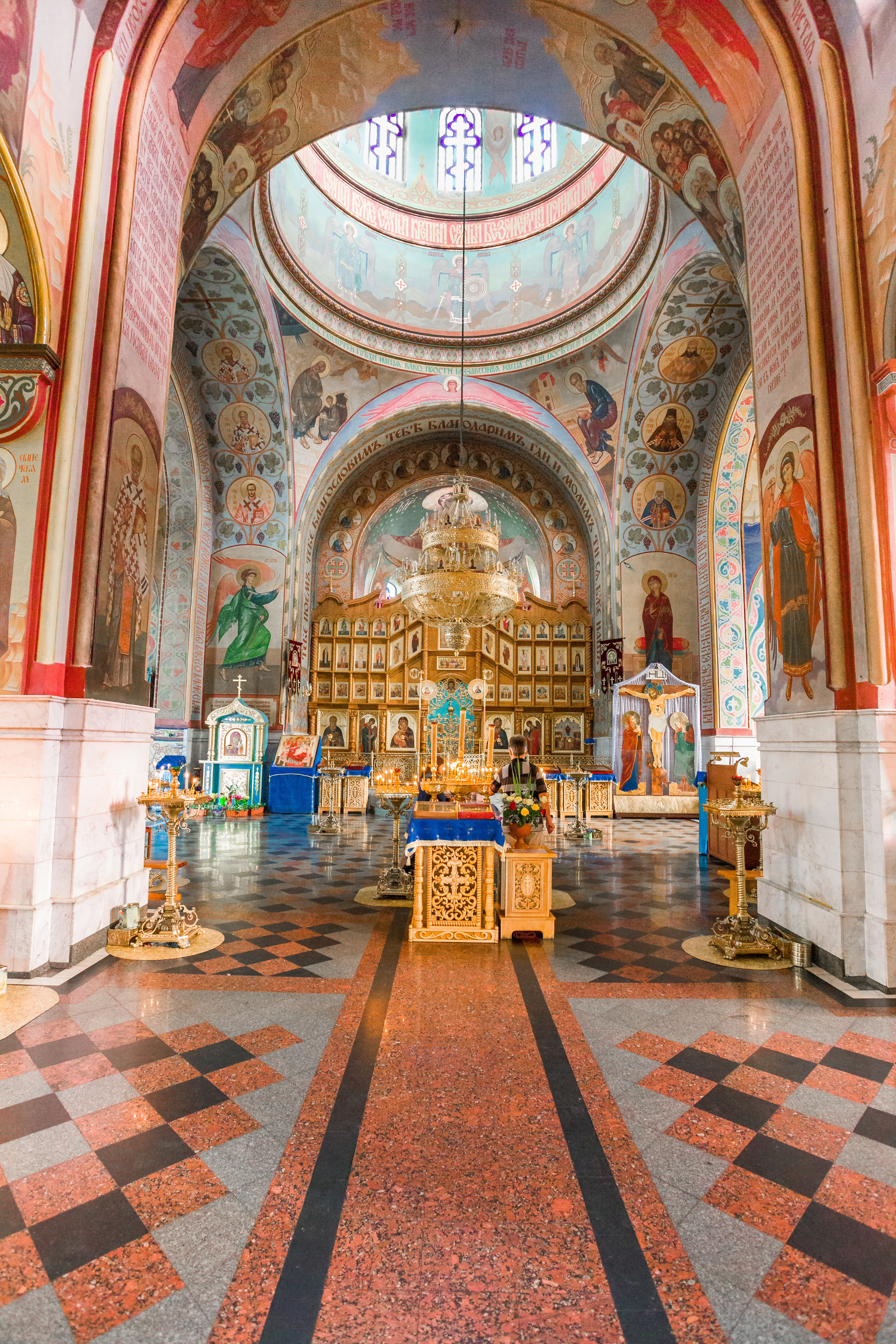
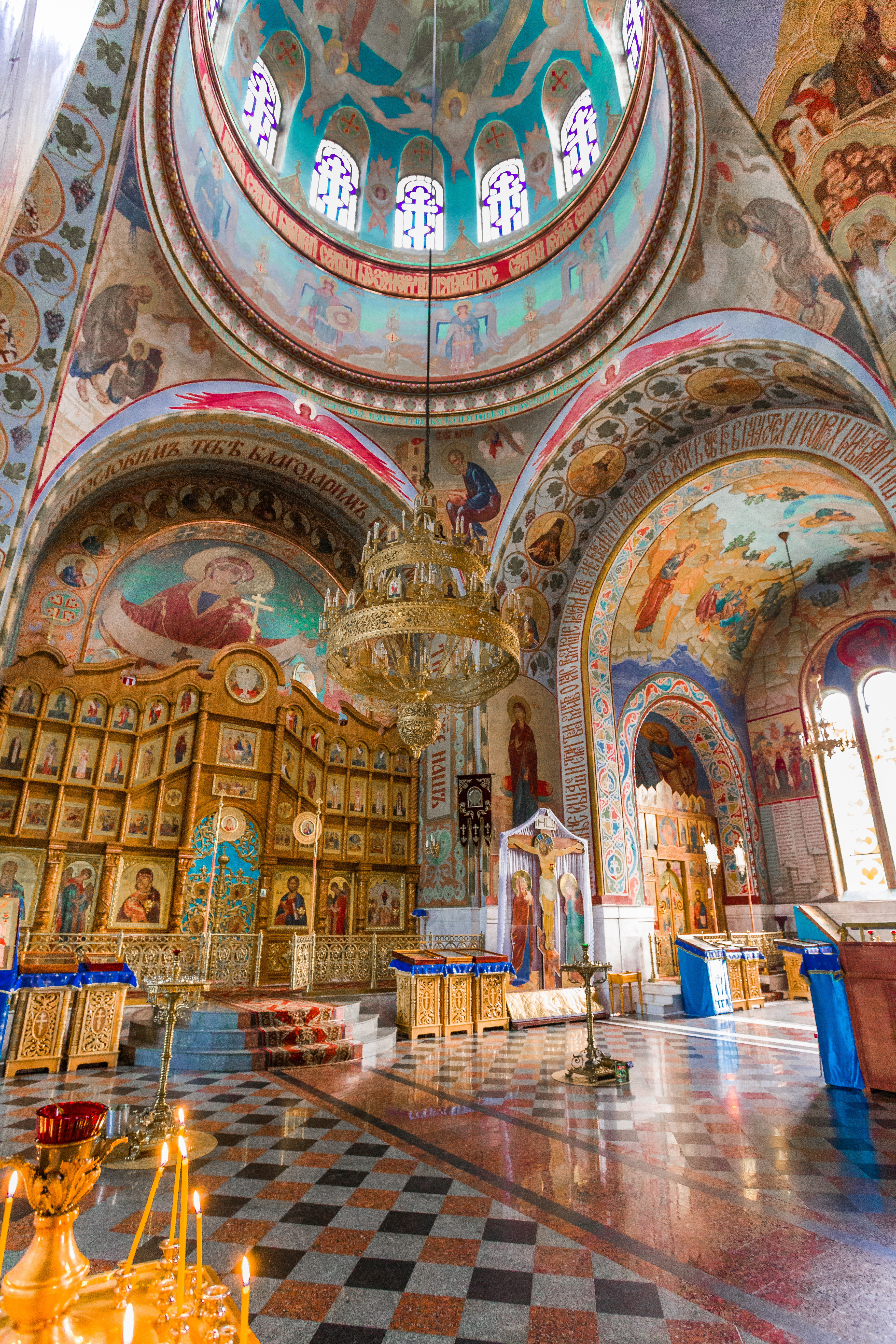
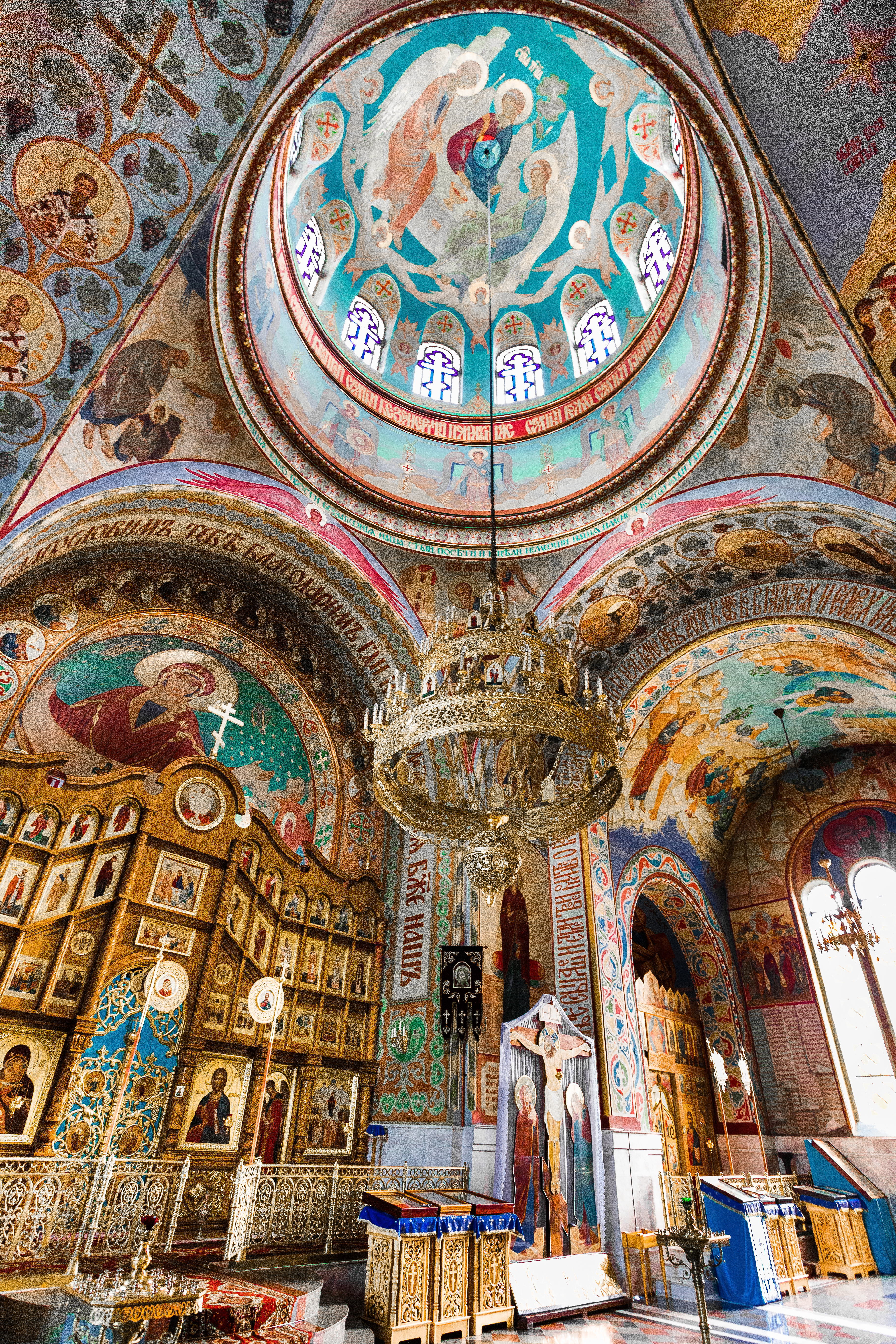